# Federação Natação de Timor Leste
Die Federação Natação de Timor Leste (tetum Federasaun Natasaun Timor-Leste) FNTL ist der nationale Dachverband für den Schwimmsport in Osttimor. Präsident ist Laurentino Guterres. Ihren Sitz hat die FNTL in der Avenida 20 de Maio 333, in der Landeshauptstadt Dili. Sie ist Mitglied der Fédération Internationale de Natation (FINA).

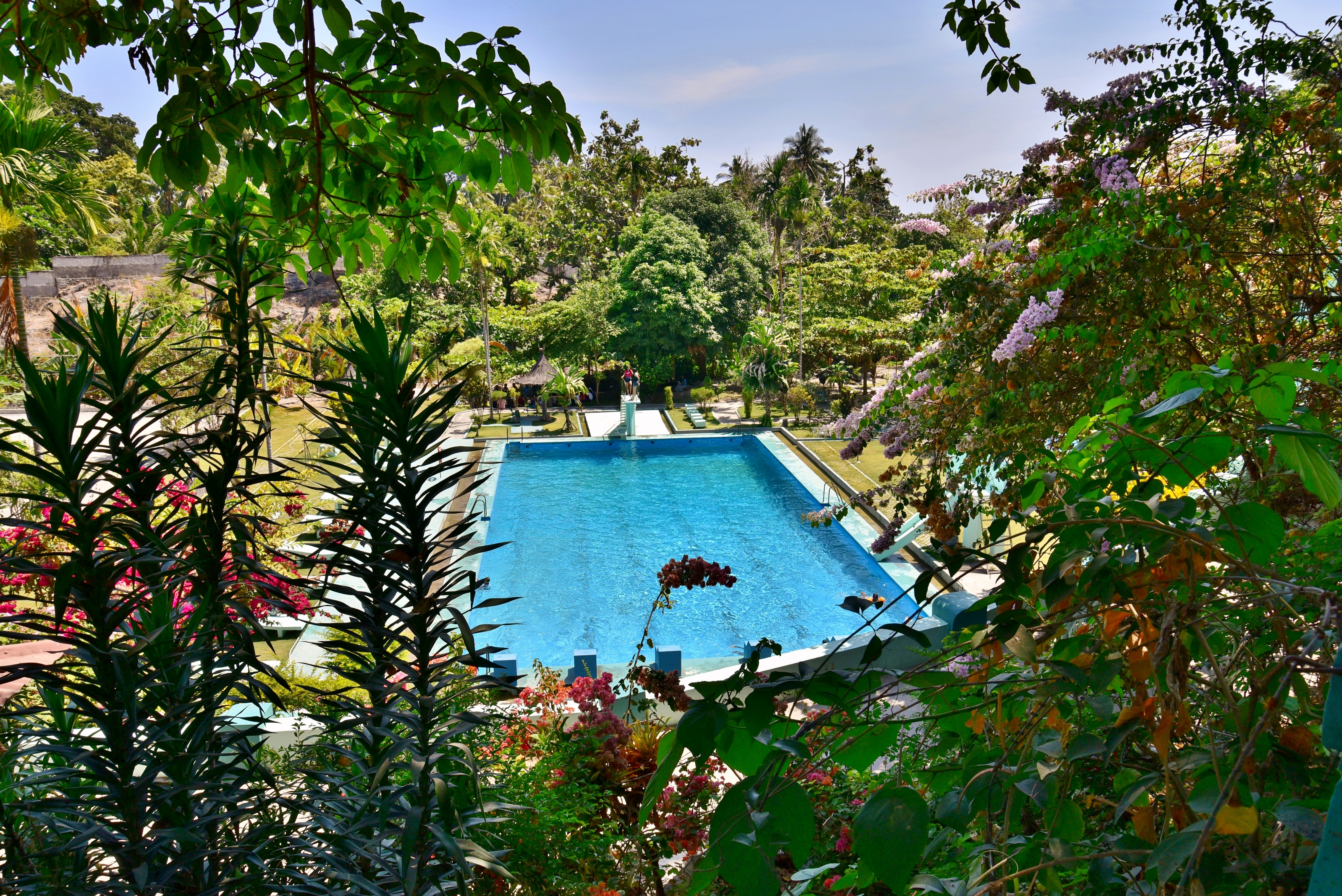
Das Schwimmbecken in Baucau

Die Schwimmer trainieren normalerweise in einem Hotelpool in Dili und dem Schwimmbecken der Pousada de Baucau. Die Athleten Imelda Felicita Ximenes Belo, Domingos Remedio da Silva und José João Viegas da Silva nahmen bereits an mehreren internationalen Wettbewerben teil. Belo und Silva wurden für die Olympischen Sommerspiele 2020 nominiert, die 2021 in Tokio stattfinden.